# Georg Loos
Georg Loos, né le 22 juin 1943 et mort le 6 mars 2016 à Stuttgart, est un ancien pilote automobile allemand. Il a créé sa propre écurie le Gelo Racing Team qui a participé à plusieurs reprises au Championnat du monde des voitures de sport, aux 24 Heures du Mans, au championnat Interserie et au championnat allemand des voitures de course (DRM).

## Biographie
En 1968 il fait courir une Porsche 910 et il gagne pour la première fois à Zolder. 
En 1970, il fonde sa propre écurie (Gelo Racing Team ; "Gelo" est constitué des deux premières lettres de ses prénom et nom) pour courir en championnat du monde des voitures de sport et en GT: il engage une Ferrari 512S, et gagne ainsi aux 500 kilomètres de Zolder. 
Il participe également au Deutsche Automobil Rundstrecken Meisterschaft, où il remporte quelques victoires et obtient plusieurs places d'honneur.

## Palmarès de Georg Loos
(pilote entre la fin des années 1960 et 1975)
- 500 kilomètres de Zolder: 1970
- DARM Zolder: 1970
- Interlagos (coupe du Brésil): 1972
- 4e des 1 000 kilomètres de Spa 1974
- 5e des 6 Heures de Monza 1974
- 10e des 24 Heures du Mans 1973 avec son compatriote Jürgen Barth
- 5 participations consécutives aux 24 Heures du Mans entre 1970 et 1974

## Palmarès du Gelo Racing

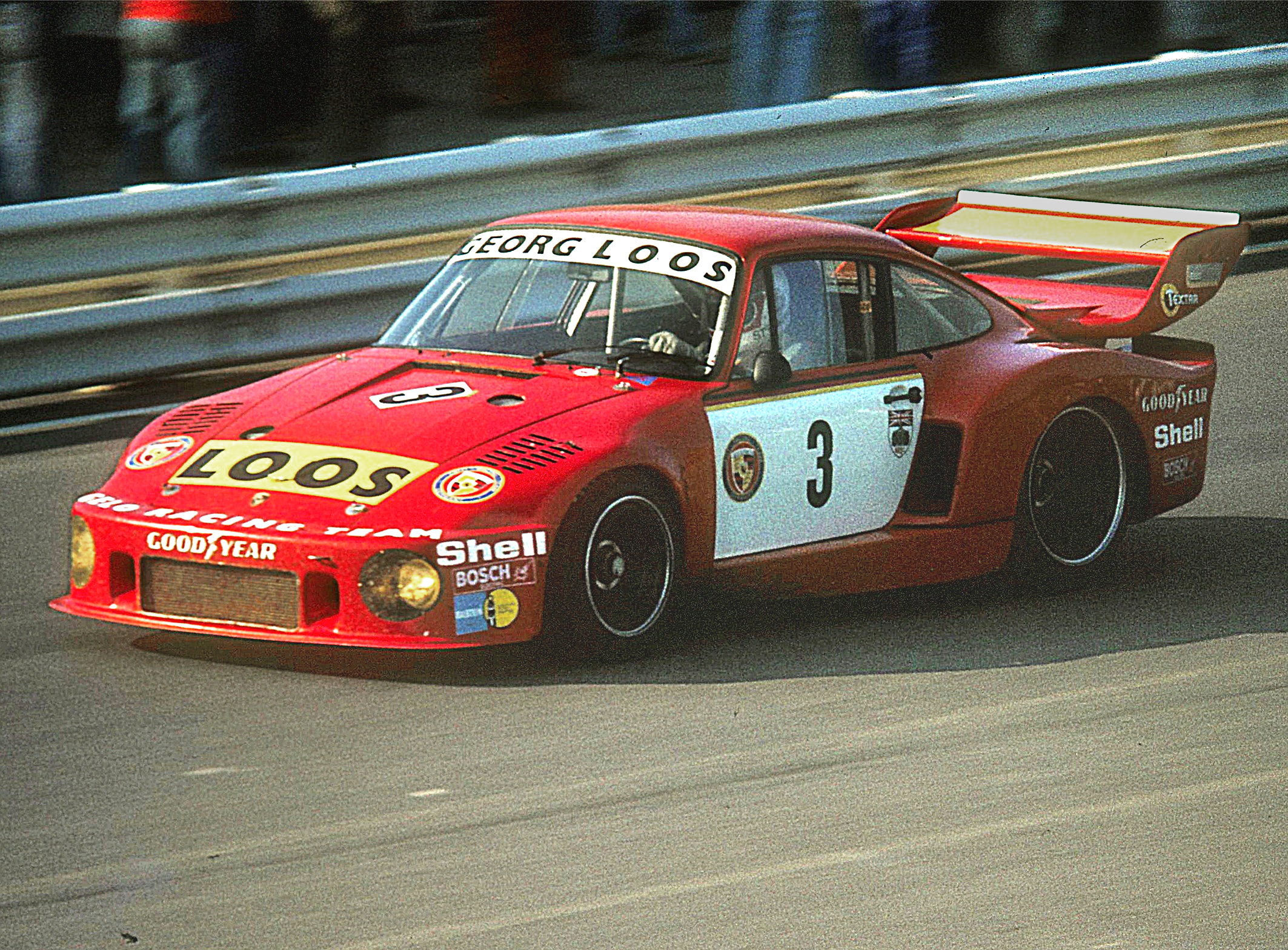
La Porsche 935 du Georg Loos team, victorieuse aux 1000 kilomètres du Nürburgring en mai 1977.

- 5e et vainqueur de la catégorie GTS des 24 Heures du Mans 1975 avec John Fitzpatrick, Gijs van Lennep, Manfred Schurti et Toine Hezemans
- Vainqueur du Deutsche Rennsport Meisterschaft avec Rolf Stommelen en 1977
- Vainqueur des 1 000 kilomètres du Nürburgring en 1977 avec Rolf Stommelen, Tim Schenken et Toine Hezemans
- Vainqueur des 6 Heures de Mugello en 1978 avec John Fitzpatrick, Hans Heyer et Toine Hezemans
- Vainqueur des 1 000 kilomètres du Nürburgring en 1978 avec Klaus Ludwig, Hans Heyer et Toine Hezemans
- Vainqueur des 6 Heures de Watkins Glen en 1978 avec Toine Hezemans et John Fitzpatrick
- Vainqueur des 6 Heures de Mugello en 1979 avec John Fitzpatrick, Manfred Schurti et Bob Wollek
- Vainqueur des 1 000 kilomètres de Silverstone en 1979 avec John Fitzpatrick, Hans Heyer et Bob Wollek
- Vainqueur des 1 000 kilomètres du Nürburgring en 1979 avec John Fitzpatrick, Manfred Schurti et Bob Wollek
- Victoires en catégorie GT dans le championnat du monde des voitures de sport:
  - 1 000 kilomètres de Mugello 1975
  - 800 km de Dijon 1975